# روبن ناکیان
روبن ناکیان (ارمنی: Ռուբեն Գևորգի Նակյան؛ ۱۰ اوت ۱۸۹۷ – ۴ دسامبر ۱۹۸۶) مجسمه‌ساز، و آموزگار ارمنی‌تبار اهل ایالات متحده آمریکا بود. هنرمندی بود که اصل و نصب ارمنی داشت. تم‌های تکراری او از اساطیر یونانی و رومی هستند. وی همچنین برندهٔ جوایزی همچون کمک‌هزینه گوگنهایم شده‌است.